# ستاری وستتس
ستاری وستتس (به لاتین: Starý Vestec) یک منطقهٔ مسکونی در جمهوری چک است که در ناحیه نیمبورک واقع شده‌است.